# Romagne, Vienne

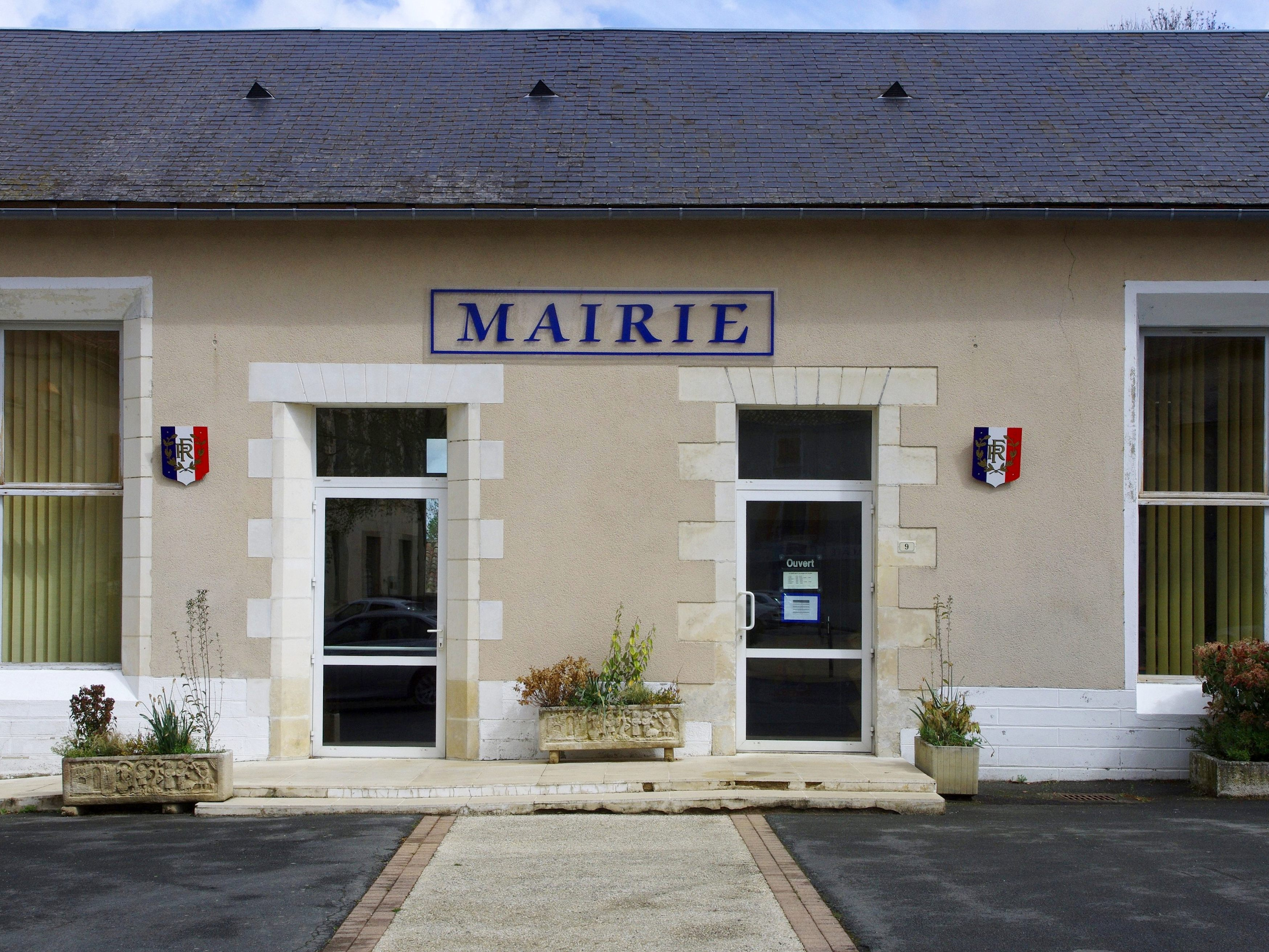

Romagne là một xã Pháp, tọa lạc ở tỉnh Vienne et la région Nouvelle-Aquitaine, Pháp. Xã này có diện tích 40,84 km², dân số năm 2006 là 869 người. Xã nằm ở khu vực có độ cao trung bình 135 m trên mực nước biển.

## Biến động dân số
| Năm | 1962 | 1968  | 1975  | 1982 | 1990 | 1999 | 2006 |
| --- | ---- | ----- | ----- | ---- | ---- | ---- | ---- |
| Dân số | 979  | 1 101 | 1 006 | 910  | 806  | 830  | 869  |
| From the year 1962 on: No double counting—residents of multiple communes (e.g. students and military personnel) are counted only once. |      |       |       |      |      |      |      |